# Joost Krijnen
Joost Krijnen (Breda, 1983) is een Nederlands tekenaar en beeldend kunstenaar.

## Biografie

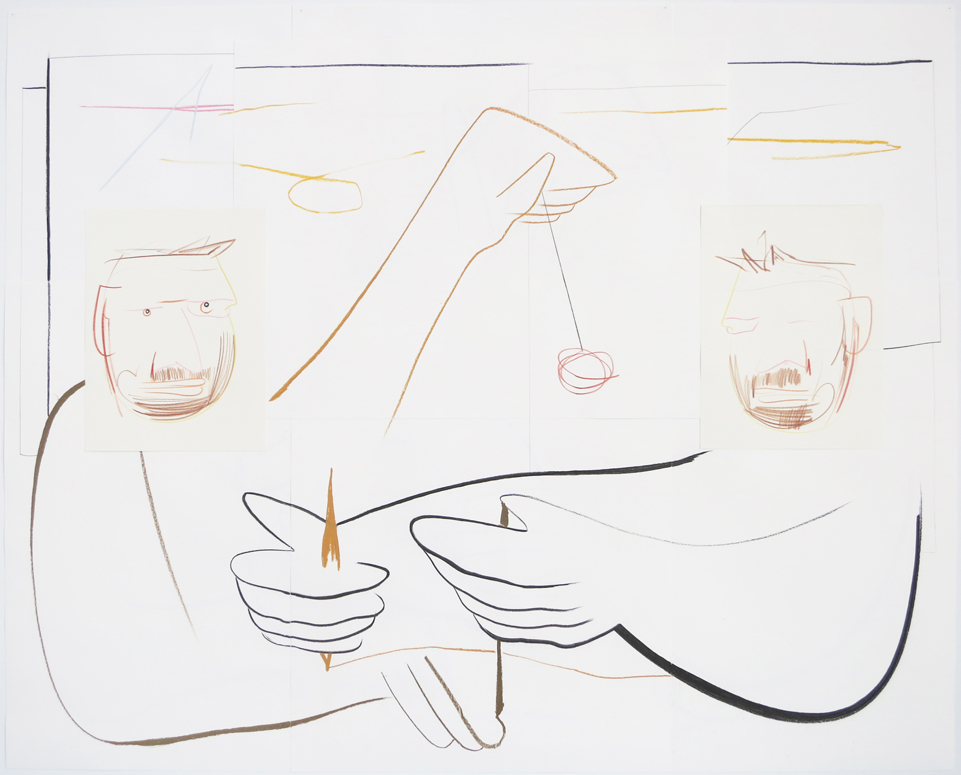
In dreams projected, 2015, houtskool, kleurpotlood, pastel en potlood op papier, 101 x 125 cm

Krijnen volgde tussen 2003 en 2007  een opleiding aan de Academie voor Beeldende Kunsten Sint-Joost te Breda, waarna hij werkte in een atelier in Breda aan de Vlaszak. Hij was in 2013 en 2014 resident artist bij de Rijksakademie van beeldende kunsten in Amsterdam.

## Stijl
Lijnen en kleuren nemen vele vormen aan in het werk van Krijnen. Monumentale werken worden afgewisseld met snelle schetsen.  Als overkoepelend motief in het werk van Krijnen wordt de dagelijkse routine gezien van tekenen, schilderen, schetsen of simpelweg lijnen op papier zetten.  Het wit van het papier blijft zichtbaar en in het eindresultaat kunnen de stadia van het ontstaansproces zichtbaar blijven.
Krijnen werkt zowel op papier als op mdf en combineert potlood met verf, tape of inkt. De tekeningen van Krijnen kunnen een vorm aannemen van collages of installaties. Dagelijkse doedels kunnen door Krijnen worden omgezet in monumentaal formaat. Men noemt Krijnen schatplichtig aan David Hockney of Emo Verkerk.

## Ondersteuning en prijzen
In 2013 ontving Krijnen vanuit het Fonds jong talent van het Prins Bernhard Cultuurfonds een  financiële ondersteuning voor vervolgstudie of - onderzoek in het buitenland. In hetzelfde jaar ontving hij van het Mondriaanfonds een toelage. 
In 2011 werd hij genomineerd voor de Koninklijke Prijs voor Vrije Schilderkunst. In 2015 ontving hij deze prijs.
Eveneens in 2015 won Krijnen De Scheffer 2015, een aanmoedigingsprijs van Vereniging Dordrechts Museum (VDM) voor jonge beeldend kunstenaars. Deze prijs bestaat uit de aankoop van een werk van de kunstenaar en een solotentoonstelling georganiseerd door het Dordrechts Museum.

## Geselecteerde werken
- In Dreams Projected: twee bijna spiegelbeeldige heren met een pendel en tekengerei in de weer, houtskool, pastel, potlood en kleurpotlood.[8]
- The Workshop, twee getekende personen staan bij een tafel, waarop en waaronder diverse verpakte voorwerpen, houtskool, markeerstift, pastel, ballpoint, potlood, acrylverf en tap op MDF paneel, gecomineerd met klei, plastic, MDF en geschilderd hout. Afmetingen 244 x 366 x 50 cm[9]